# Diademsifaka

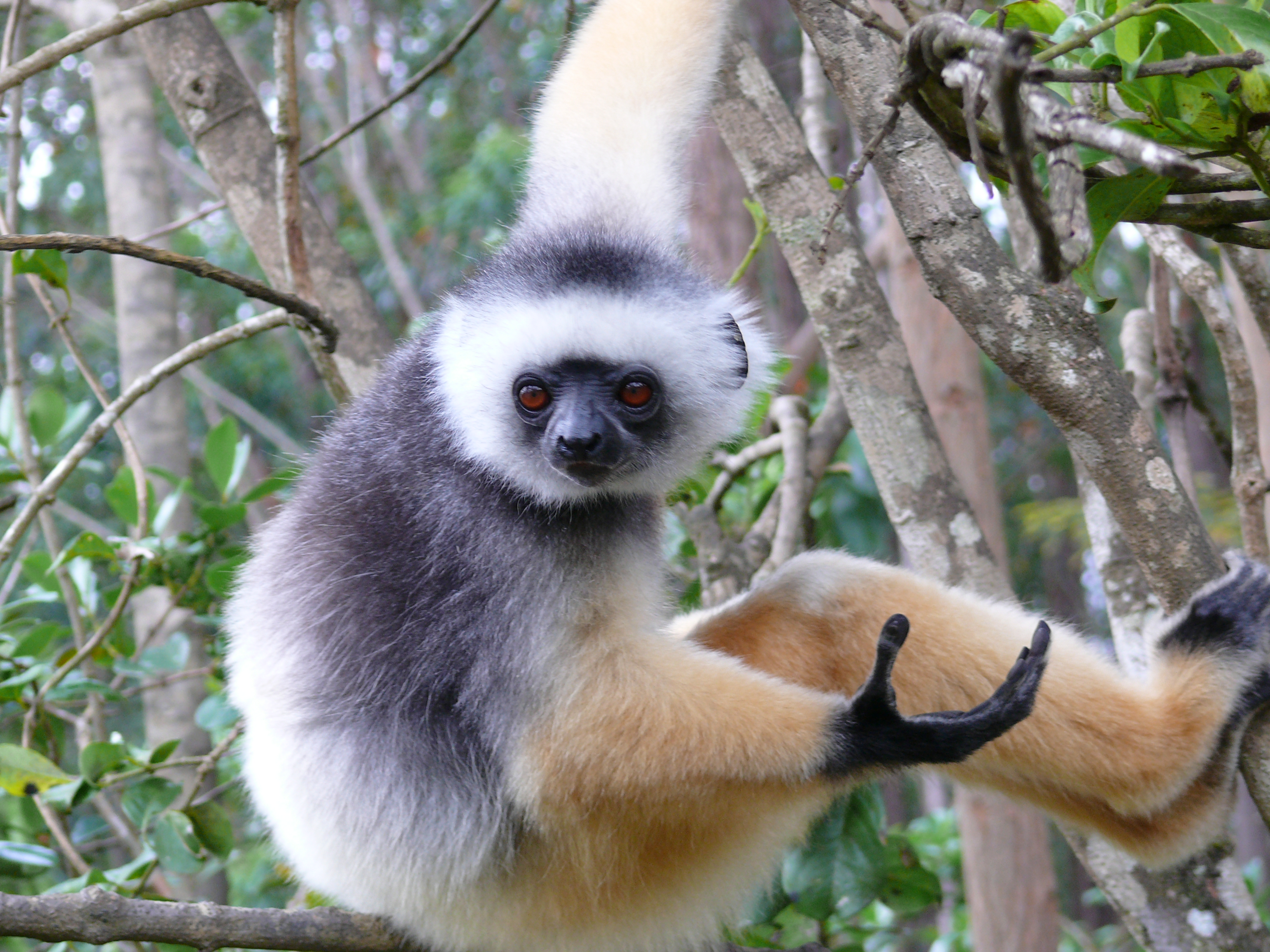
Diademsifaka

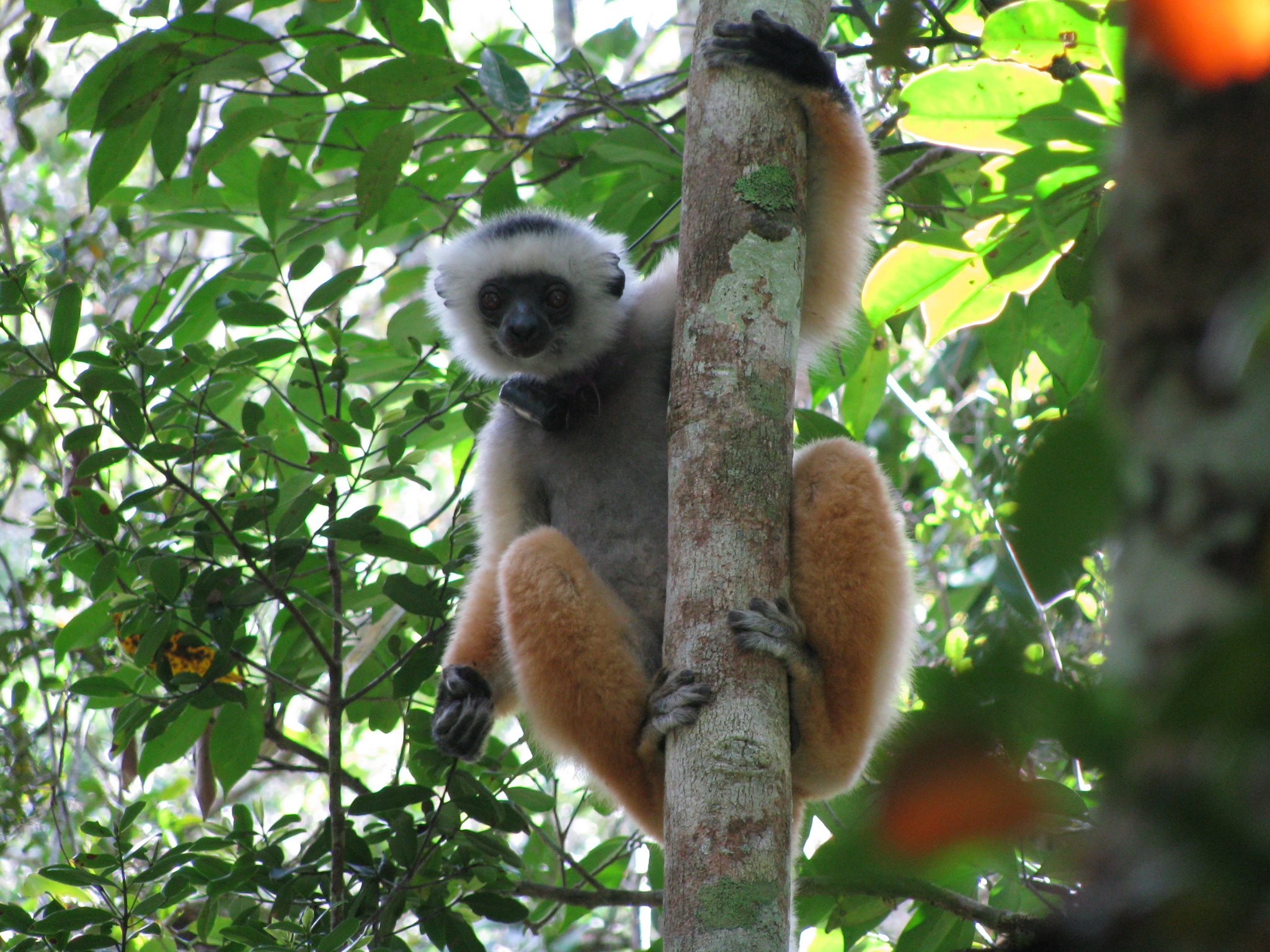
Diademsifaka

Der Diademsifaka (Propithecus diadema) ist eine Primatenart aus der Familie der Indriartigen innerhalb der Lemuren.

## Merkmale

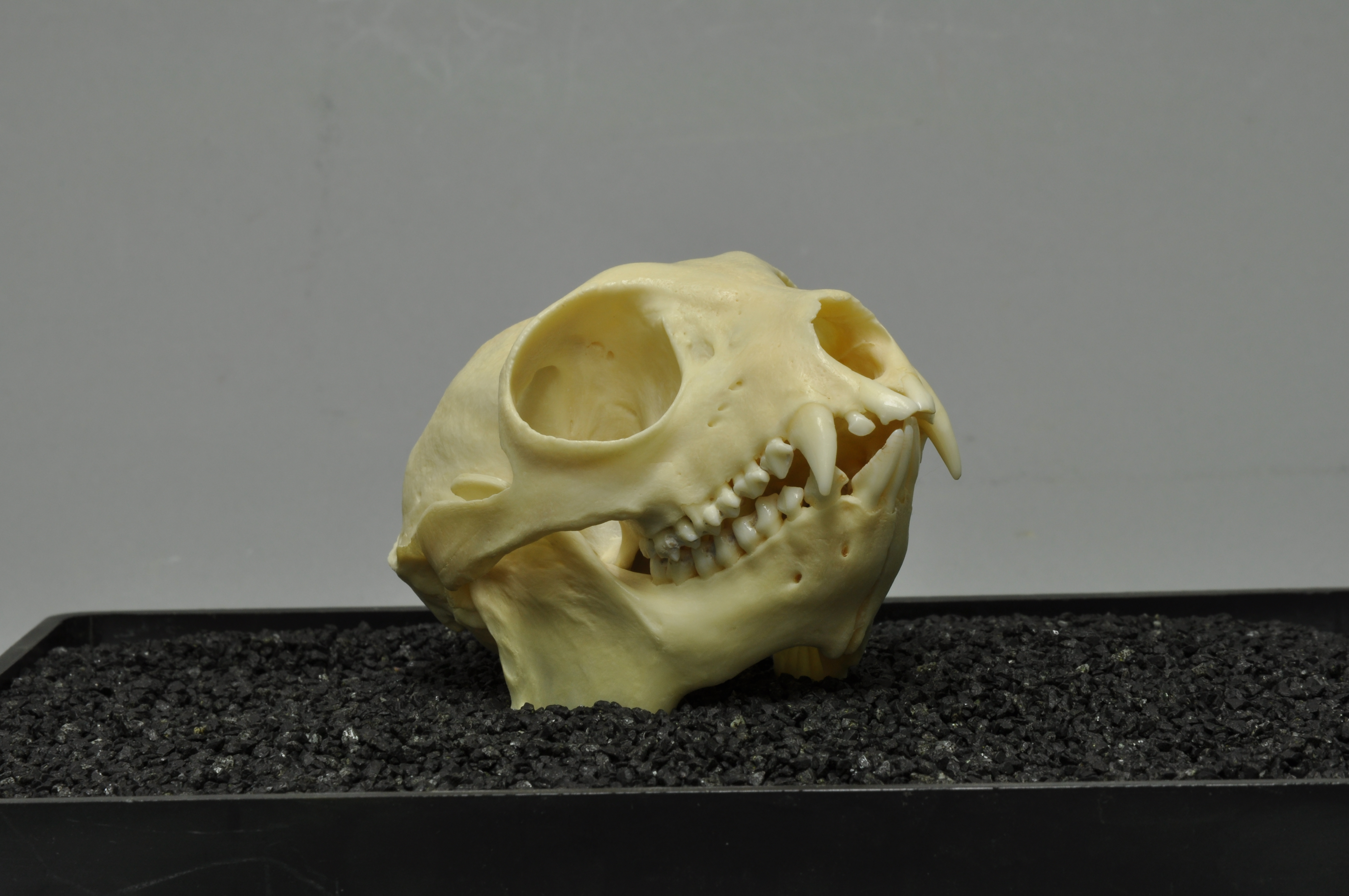
Schädel (Sammlung Museum Wiesbaden)

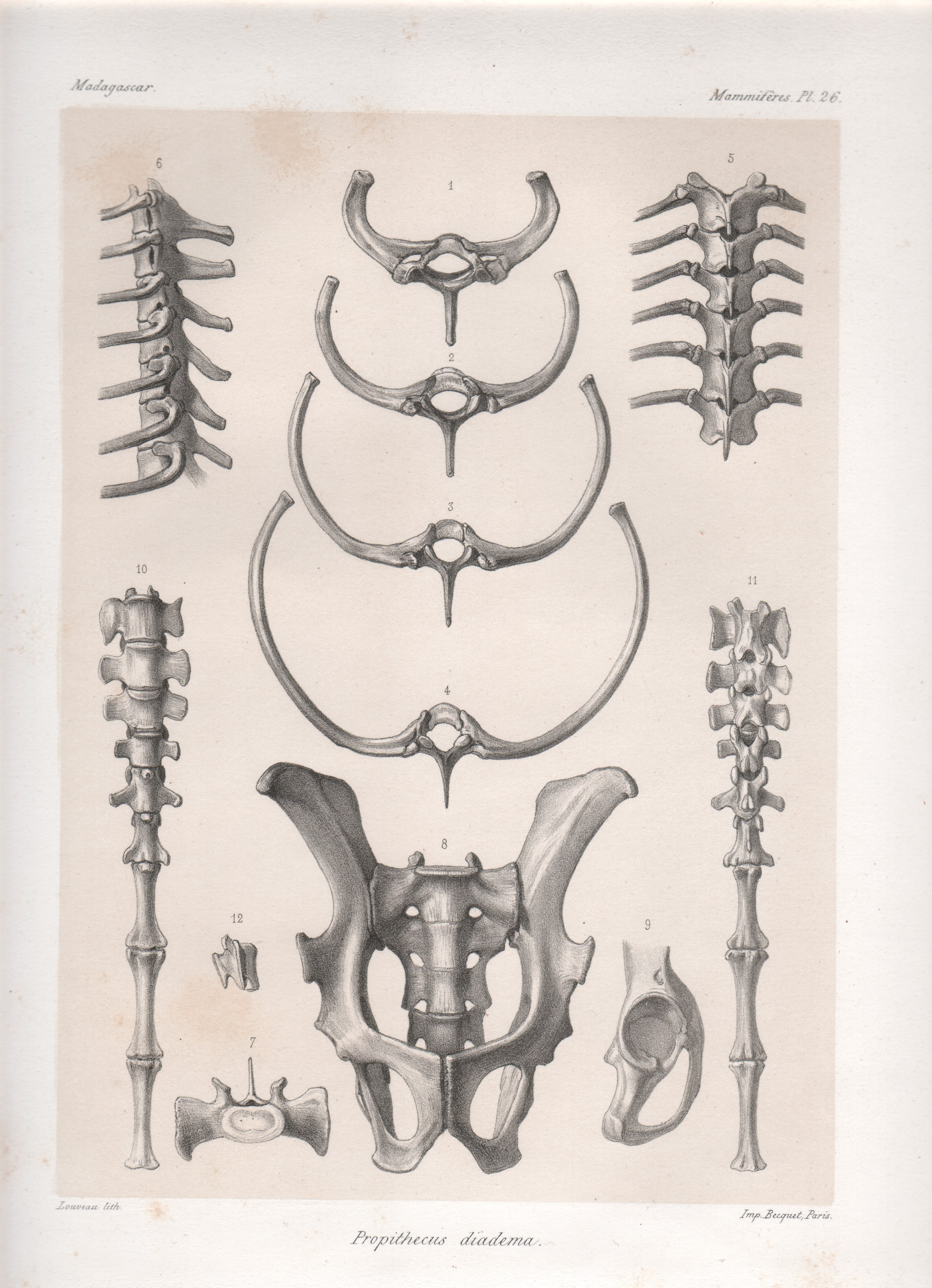
Darstellung der Anatomie

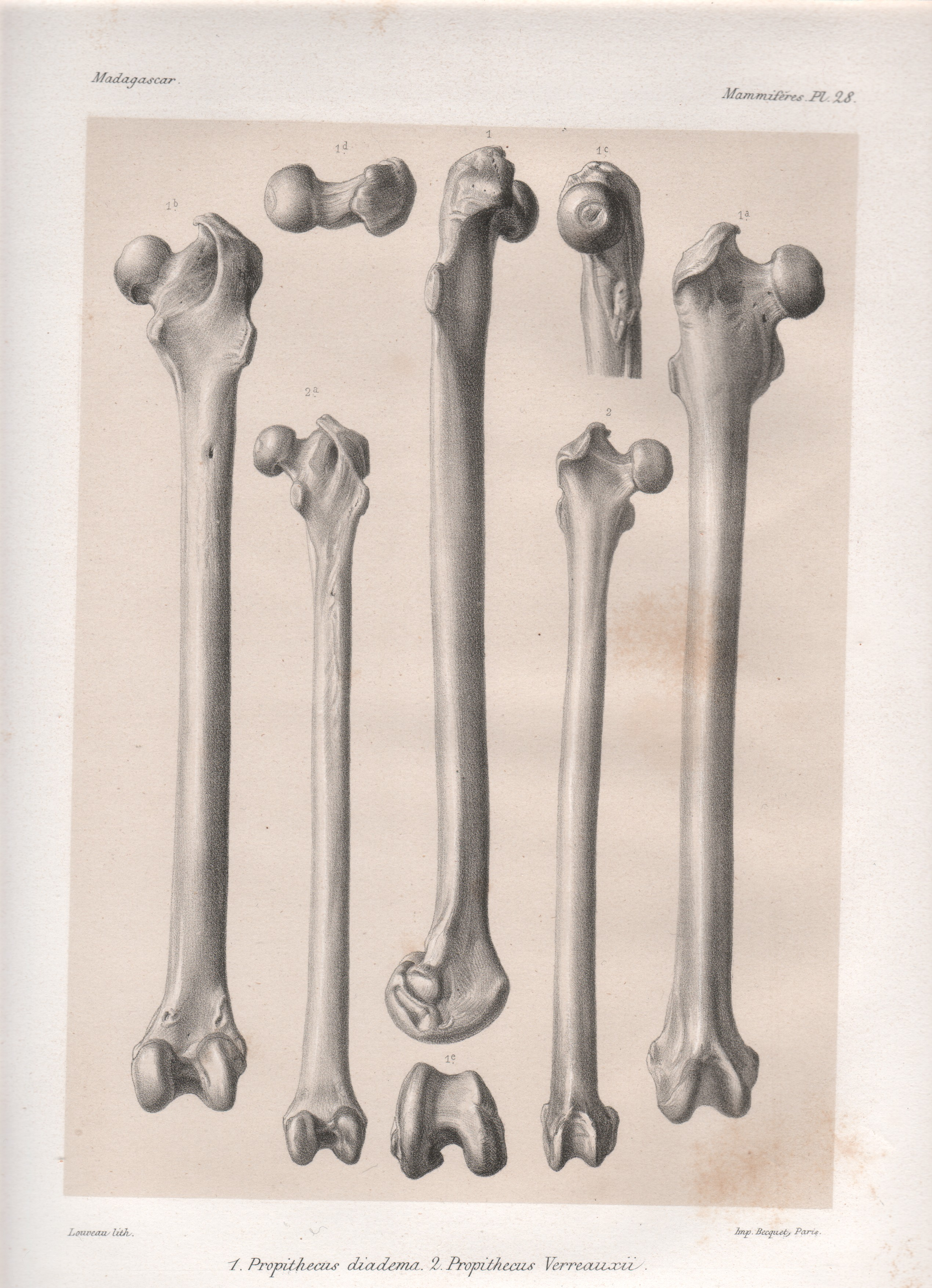
Anatomische Darstellung (1.) im Vergleich zu einem Larvensifaka

Diademsifakas zählen zu den buntesten Lemurenarten. Ihr Fell ist lang und seidig, die Färbung einzelner Tiere kann beträchtlich voneinander abweichen. Generell ist der Kopf weiß, an der Oberseite des Kopfes befindet sich ein schwarzer Fleck, der sich bis zum Nacken erstreckt. Das Gesicht ist unbehaart und ebenfalls schwarz, die Augen sind rotbraun. Die Schultern und der obere Teil des Rückens sind schwarz oder dunkelgrau, der Rücken wird nach hinten hin hellgrau bis weißlich, der Schwanz ist weiß. Ebenfalls weiß oder hellgrau sind die Brust und der Bauch. Die Arme und Beine sind orange bis goldgelb gefärbt, die Hände und Füße schwarz. Im Süden des Verbreitungsgebietes sind die Tiere manchmal deutlich dunkler, so ist der Kopf bis auf einen weißen Stirnfleck dunkelgrau oder schwarz. Ob es sich dabei um eine eigene Unterart handelt, ist noch nicht geklärt.
Diademsifakas erreichen eine Kopfrumpflänge von 50 bis 55 Zentimetern, der Schwanz misst 44 bis 50 Zentimeter. Das Gewicht der Tiere beträgt 5 bis 8 Kilogramm, damit sind sie die größten Sifakas und die zweitgrößten lebenden Lemuren nach dem Indri.

## Verbreitung und Lebensraum

Verbreitungsgebiet des Diademsifaka

Wie alle Lemuren leben Diademsifakas auf Madagaskar. Ihr Verbreitungsgebiet liegt an der Ostküste der Insel zwischen dem Fluss Mananara im Norden und den Flüssen Mangoro und Onive im Süden. Ihr Lebensraum sind tropische Regenwälder, sie kommen bis in 1700 Meter Seehöhe vor.

## Lebensweise und Ernährung
Diese Primaten sind tagaktive Baumbewohner. Sie bewegen sich senkrecht kletternd und springend fort, kommen manchmal aber auch auf den Boden. Sie leben in Gruppen von bis zu acht Tieren, diese Gruppen setzen sich aus mehreren Männchen und Weibchen sowie dem gemeinsamen Nachwuchs zusammen. Gruppen bewohnen Reviere von 25 bis 60 Hektar, die mit Drüsensekreten markiert werden. Die Länge der täglichen Streifzüge beträgt rund 500 bis 1700 Meter. Die Gruppenmitglieder kommunizieren mit Lauten untereinander, Laute werden aber kaum zum Anzeigen des Territoriums verwendet. Die Gruppen werden von den Weibchen dominiert, häufig bildet eine Familie naher verwandten Weibchen den Kern der Gruppe.
Die Nahrung der Diademsifakas besteht aus Blättern, Früchten, Samen und Knospen; am Boden fressen sie heruntergefallene Früchte, Pilze und manchmal Erde.

## Fortpflanzung
Nach einer rund 170- bis 180-tägigen Tragzeit bringt das Weibchen im Juni meist ein einzelnes Jungtier zur Welt. Diese klammert sich zunächst an den Bauch der Mutter und reitet später auf ihrem Rücken. Nach sechs Monaten werden die Jungtiere endgültig entwöhnt. Beim Eintreten der Geschlechtsreife müssen die Männchen ihre Geburtsgruppe verlassen, die Weibchen verbleiben meist darin.

## Gefährdung
Hauptbedrohung der Diademsifakas ist die Zerstörung ihres Lebensraum durch Brandrodungen und Abholzungen, gebietsweise werden sie auch bejagt. Die IUCN schätzt, dass in den letzten 30 Jahren (drei Generationen) die Population um mehr als 50 % zurückgegangen ist und listet die Art als „stark gefährdet“ (endangered).
In Europa wird die Art nicht mehr gehalten, einziger Halter war London.

## Systematik
Der Diademsifaka bildet zusammen mit dem Seidensifaka, dem Edwards-Sifaka und dem Perrier-Sifaka die diadema-Artgengruppe innerhalb der Gattung der Sifakas. Alle genannten Arten galten bis vor kurzem als seine Unterarten, werden heute jedoch als eigenständig klassifiziert.

## Belege
1. ↑    ZTL 17.6